# Tetralonia fulvicornis
Tetralonia fulvicornis är en biart som beskrevs av Morawitz 1895. Tetralonia fulvicornis ingår i släktet Tetralonia och familjen långtungebin. Inga underarter finns listade i Catalogue of Life.